# Alpenstadion Gloggnitz
Alpenstadion Gloggnitz – stadion piłkarski w Gloggnitz, w Austrii. Został otwarty w 1940 roku. Może pomieścić 3000 widzów. Swoje spotkania rozgrywają na nim piłkarze klubu SV Gloggnitz.